# Park Hill
Park Hill és una concentració de població designada pel cens dels Estats Units a l'estat d'Oklahoma. Segons el cens del 2000 tenia 3.936 habitants.

## Demografia
Segons el cens del 2000, Park Hill tenia 3.936 habitants, 1.254 habitatges, i 1.014 famílies. La densitat de població era de 44 habitants per km².
Dels 1.254 habitatges en un 47,6% hi vivien nens de menys de 18 anys, en un 56,4% hi vivien parelles casades, en un 20,3% dones solteres, i en un 19,1% no eren unitats familiars. En el 15,6% dels habitatges hi vivien persones soles el 5,6% de les quals corresponia a persones de 65 anys o més que vivien soles. El nombre mitjà de persones vivint en cada habitatge era de 2,95 i el nombre mitjà de persones que vivien en cada família era de 3,28.
Per edats la població es repartia de la següent manera: un 35,3% tenia menys de 18 anys, un 13,3% entre 18 i 24, un 26,5% entre 25 i 44, un 17,6% de 45 a 60 i un 7,4% 65 anys o més.
L'edat mediana era de 26 anys. Per cada 100 dones de 18 o més anys hi havia 89,9 homes.
La renda mediana per habitatge era de 22.099 $ i la renda mediana per família de 24.890 $. Els homes tenien una renda mediana de 27.664 $ mentre que les dones 21.419 $. La renda per capita de la població era d'11.802 $. Entorn del 29,7% de les famílies i el 35,8% de la població estaven per davall del llindar de pobresa.

## Poblacions més properes
El següent diagrama mostra les poblacions més properes.